# Хантер, Роберт (игрок в лякросс)
То́мас Хантер (англ. Thomas Hunter) — американский игрок в лякросс, серебряный призёр летних Олимпийских игр 1904 года.
На Играх 1904 года в Сент-Луисе Хантер входил в состав сборной США. Его команда сначала выиграла у индейцев могавков, но затем проиграла канадской сборной и получила серебряные медали.